# Danegeld

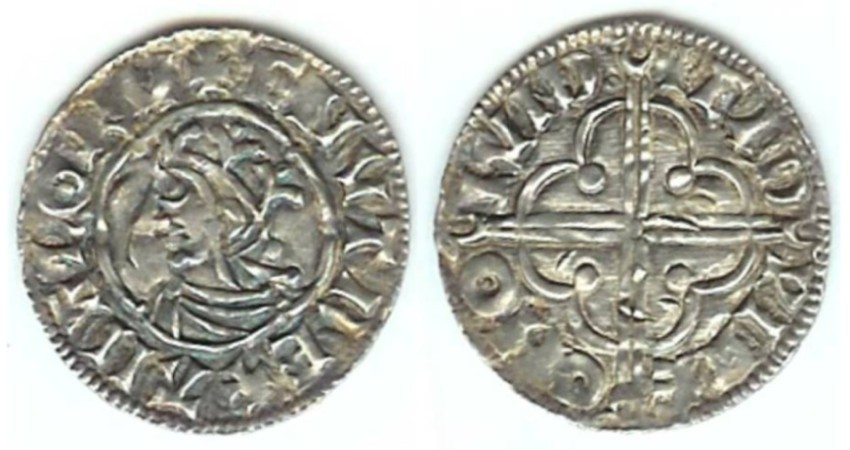
Münze, wie sie den Wikingern in England als Tribut gezahlt wurde. Penny von Knut dem Großen, geschlagen in London.

Danegeld ist die Bezeichnung eines Lösegelds oder Tributes, die in England und Frankreich an die Nordmänner geleistet wurden. Die Zeitgenossen verwendeten diesen Ausdruck nicht. Erst Eduard der Bekenner (1042–1066) sprach von der Befreiung vom Danegeld.
Es gibt eine Reihe von Runensteinen, die von dem Danegeld handeln: Einer der Grindasteine in Södermanland, der Runenstein von Yttergärde in Orkesta, der Väsby-Stein im Bezirk Ösby, und einer der Lingsberg-Steine alle in Uppland. Die Abgaben aus England werden dort gjald, auch Knutsgjald genannt. Letzteres bezieht sich wohl auf die letzte Danegelderhebung Knuts des Großen 1018, der damit seine Truppen entlohnt haben dürfte. Diese Bezeichnung kann zur Datierung herangezogen werden. Denn die Wikingerzüge nach England hatten um 980 erneut eingesetzt und zu den ersten Danegeldzahlungen geführt, mit denen der Frieden erkauft werden sollte. Nach den Kämpfen 1016 und 1017 kam es 1018 zur letzten Danegeldzahlung. Danach war die Herrschaft Knuts in dem neu geschaffenen Nordseereich gefestigt, und die Wikingerzüge hörten auf.
Gjald ist nach dem Kontext auf den Runensteinen nicht so sehr ein Vermögensbestandteil als vielmehr ein Ehrenzeichen, das noch auf dem Doppel-Gedenkstein gerühmt wird: Auf dem Yttergärde-Stein (Runeinnskrifter fra Uppland 343, 344) wird von einem Ulf berichtet, dass er in England drei gjald erhalten habe, das erste von Tosti, das zweite von Torkel dem Hohen, das dritte von Knut selbst. Tosti wird allgemein mit dem bei Snorri erwähnten Sköglar-Tosti, einem vornehmen Krieger aus dem Ende des 10. Jahrhunderts identifiziert. Torkel der Hohe war ein aus englischen Quellen bekannter Wikingerführer, der 1017 von Knut zum Jarl von East Anglia ernannt wurde. Der Grinda-Stein berichtet, dass Gudver seinen Anteil am Gjald erhielt und auch in Saxland tapfer gekämpft habe. Letzteres bezieht sich wohl auf die Wikingereinfälle in Friesland 994, die auch von Adam von Bremen geschildert werden, wo er die Wikinger Ascomanni nennt. Auf dem Lingsbergstein wird gesagt, dass Ulfrik in England zwei gjald genommen habe. Auf dem Väsby-Stein heißt es, dass Alle in England gjald erhalten habe. Aus diesen Nachrichten geht hervor, dass nicht nur Dänen Englands Küsten heimsuchten, sondern dass sich in den Aufgeboten auch viele Schweden befanden.
Der Ausdruck bezeichnet eine Abgabe, mit der die Dänen bewogen werden sollten, von ihren Raubzügen Abstand zu nehmen. Sie hat ihren Ursprung bei Æthelred in dessen Vertrag von 991 nach Ealdorman Brihtnoths Tod im Kampf von Maldon. Die Chroniken berichten, dass dies der Anlass war, einen Tribut von 10.000 Pfund Silber an die Dänen zu entrichten. Treibende Kraft war Erzbischof Sigerich, so dass es bei späteren Autoren Siricius-Danegeld genannt wurde. Diese Danegeld-Zahlungen waren ein spezifisches Merkmal von Æthelreds Herrschaftszeit. 994 wurden 16.000 Pfund Silber gezahlt, 1002 waren es 24.000 Pfund, 1012 waren es bereits 48.000 Pfund. Torkel der Hohe kam da mit 45 Schiffen, um den Tribut einzutreiben, anschließend unterstellte er sich Æthelred. Mit dieser Zahlung änderte sich der Charakter des Tributes. Von jetzt an diente die Abgabe der Unterhaltung des normannischen Heeres zur Verteidigung des Landes. Die Angelsächsische Chronik bezeichnet nun die Abgabe als gyld, stang gyld in einzelnen Fällen auch heregyld (Zahlung, schwere Steuer, Heeressteuer). 1018 erhob Knut der Große einen Tribut von insgesamt 82.500 Pfund Silber, mit dem er seine Truppen entlohnte. Die Masse der Münzen aus der Zeit Æthelreds in skandinavischen Horten bestätigt diese Berichte.
Die angelsächsischen Chroniken bezeichneten die Abgabe als tributum oder stipendium. So wurden auch die entsprechenden Tribute an die Dänen in Frankreich bezeichnet. Dort treten die Ausdrücke tributum, census, munus, pecunia pro pace und pensum auf. In den Quellen können in den Jahren 849 bis 926 13 solcher Zahlungen in Frankreich nachgewiesen werden, in England 9 im Zeitraum von 865 bis 1012. Die französischen Zahlungen wurden nach Absprache zwischen dem französischen König und den Wikinger-Häuptlingen geleistet und betrugen zwischen 300 und 12.000 Pfund Silber (im Jahre 884). Die ersten Zahlungen in England (865, 872 und 876) waren offenbar nur lokaler Natur. Erst die Zahlung von 991 hatte landesweiten Charakter.
Man weiß nicht, auf welcher Grundlage die ersten englischen Tributzahlungen erhoben wurden. Erst für 1040 kann man erkennen, dass 4 Mark = 8 Pfund Silber für jedes Schiffsruder zu bezahlen war, aber das sagt nichts über die Aufteilung auf die Einwohner.
Nach 1018 wurde bis 1051 ein heregeld von den Bürgern erhoben, das aber von den Zeitgenossen als Fortsetzung des Danegeldes empfunden wurde. Eduard der Bekenner löste das Wikingerheer auf, schaffte 1051 den Tribut ab. Bis 1162 wurde es in der Form einer Grundsteuer erhoben. Unter Richard Löwenherz wurde die Steuer erneut eingeführt. Sie war im gesamten Reich der Anjou als Grundsteuer ausgestaltet. Wilhelm der Eroberer schrieb die Abgabe in den Jahren 1066, 1067 1083 und 1084 erneut aus. Unter ihm verwandelte sich das Danegeld zu einer Steuer an den König. Die Quellen, vor allem das Domesday Book schildern das Danegeld nun als eine Grundsteuer. Gleichzeitig legen die Quellen nahe, dass diese Abgabe bereits von Eduard dem Bekenner übernommen worden ist, der das ursprüngliche Danegeld abgeschafft hatte. Der normale Satz war 2 Shilling pro Hufe. Dieser Steuersatz blieb auch unter Heinrich II. erhalten, als die Steuer nunmehr hidagium genannt wurde. Es kann aber nicht bewiesen werden, dass die Steuer unter Wilhelm dem Eroberer und Wilhelm Rufus wirklich jedes Jahr erhoben wurde, zumal die Sätze unter diesen Herrschern sehr hoch waren: 6 Schilling in 1083 bis 1084. Wilhelm II. schrieb sie 1096 aus und berechnete 4 Schilling pro Hufe.
In Frankreich variierten die Sätze für den Tribut von 866 von 1 bis 6 Denare für die verschiedenen Arten von Grundstücken im Besitz von Unfreien. Dazu kam der Heerbann in Höhe von 60 Solidi, die man anstelle des Heeresdienstes zu bezahlen hatte. Kaufleute zahlten 1/10 ihres Vermögens und Geistliche wurden secundum quod unusquisque habuit veranschlagt. Wieweit dieser Schlüssel für alle späteren Abgaben gilt, kann nicht festgestellt werden.
Dass noch im 12. Jahrhundert der Ursprung dieser Abgabe im Bewusstsein war, zeigen die Bezeichnungen in den Leges Henrici Primi und die Leges Edwardi Confessoris. 1130 wird sie als feste jährliche Abgabe genannt. Der englische Historiker Heinrich von Huntingdon (1080–1160) fasste die zeitgenössische Einstellung zur königlichen Steuer als Danegeld zusammen: modo ... ex consuetudine, quod Dacis persolvebatur ex ineffabili terrore. Heinrich II. erhob im zweiten und achten Regierungsjahr eine jährliche Steuer mit diesem Namen Danegeld ein, aber in Wirklichkeit handelte es sich inzwischen um ein hidagium (Steuer für eine hide = englische Hufe), das zufällig mit diesem Namen belegt wurde. Das eigentliche Danegeld war vollständig aus dem Zahlungsverkehr „verschwunden“. Innerhalb von anderthalb Jahrhunderten entwickelte sich der Begriffsinhalt von Danegeld von einem Tribut an die Dänen zu einer Steuer zur Bekämpfung der Dänen, dann zu einer Heeressteuer schlechthin bis hin zu einer normalen Abgabe.

## Rezeption
Die bekannteste Rezeption des Danegelds stammt vom britischen Schriftsteller Rudyard Kipling in seinem gleichnamigen Gedicht Dane-Geld. Das Gedicht beinhaltet den berühmt gewordenen Satz „once you have paid him the Danegeld / You never get rid of the Dane.“ (Hast du ihm einmal das Danegeld bezahlt, wirst du den Dänen nie wieder los.) und ist 1911 im Buch A School History of England erschienen.